# 牛津大學伍斯特學院
伍斯特學院（Worcester College /ˈwʊstər/）是牛津大學下的一個學院。由托馬斯·庫克捐建於1714年，其名源自伍斯特郡。2010年收到財政捐款1670萬英鎊。
知名校友包括媒体大亨鲁伯特·默多克、電視出品人和編劇拉塞爾·T·戴維斯、美国最高法院大法官艾蕾娜·卡根、奇幻小說作家理查德·亚当斯等等。

## 外部連結
- Worcester College homepage （页面存档备份，存于）
- Worcester College JCR （页面存档备份，存于）
- Worcester College MCR （页面存档备份，存于）
- Worcester College Chapel （页面存档备份，存于）
- 牛津大學伍斯特學院的地圖資料